# Новая Слобода (Московская область)
Но́вая Слобода́ — деревня в Щёлковском районе Московской области. Относится к Гребневскому сельскому поселению.
Расположена на северо-восток от Москвы на расстоянии 37 км от центра (по прямой), или 27 км от МКАД по автодороге, если ехать по Щёлковскому шоссе А103, затем в сторону центра Щёлково и далее по Фряновскому шоссе Р110, проехать Фрязино и сразу повернуть направо в Гребнево и, далее, в Новую Слободу.
Новая Слобода примыкает с одной стороны к Гребнево, а с другой — к деревне Старая Слобода. Ближайшие к деревне: город Фрязино (около 2 км от границы города), станция электрички — Фрязино-Пассажирская (5 км пешком), автотрасса — Фряновское шоссе.
В Новой Слободе имеется конечная остановка автобусов №23 от Щёлково и №43 от Фрязино.
Есть 9 улиц: Барский проезд, Богдана Бельского, Вешних Вод, Малиновка, Радонежский проезд, Сосновая, Усадебный проезд, Шёлкоткацкие улица и проезд; приписано также 4 садоводческих товарищества (СНТ).

## История
В «мещанской слободке» селились вышедшие на волю крестьяне Старой Слободы, приписанные к мещанам или купцам города Богородска.
В начале советской власти поселение отделилось от Старой Слободы и получило своё название.
По материалам Всесоюзной переписи населения 1926 года — деревня Старослободского сельсовета Щёлковской волости Московского уезда в 3 км от Стромынского шоссе и 9 км от станции Щёлково Северной железной дороги, проживало 256 жителей (108 мужчин, 148 женщин), насчитывалось 49 крестьянских хозяйств.

## Барские пруды
Деревня Новая Слобода расположена на левом берегу Барских прудов, образованных рекой Любосеевкой, притоком Вори. Несмотря на категорическую позицию Роспотребнадзора, который утверждает, что Барские пруды не пригодны для купания по санитарно-эпидемиологическим показателям, в летнее время Барские пруды становятся местом активного водного отдыха жителей и гостей окружающих их сел и деревень, коттеджных посёлков и города Фрязино.

## Население
| 1926 | 2002 | 2006 | 2010 |
| ---- | ---- | ---- | ---- |
| 256  | ↘127 | ↘91  | ↗118 |